# Sanna Solberg
Sanna Charlotte Solberg (* 16. Juni 1990 in Bærum) ist eine norwegische Handballspielerin.

## Karriere
Die ersten beiden Vereine der Außenspielerin waren Jar und Helset IF. Später wechselte Solberg zu Stabæk Håndball, mit dem sie in der höchsten norwegischen Liga spielte. Gemeinsam mit ihrer Zwillingsschwester Silje, die ebenfalls für Stabæk spielte, stand sie im Jahr 2011 im Finale der Norgesmesterskap. Hier unterlag Stabæk dem norwegischen Rekordmeister Larvik HK. Im Sommer 2014 unterschrieb sie einen Dreijahresvertrag beim norwegischen Spitzenverein Larvik HK. Mit Larvik gewann sie 2015, 2016 und 2017 die Meisterschaft. Seit der Saison 2017/18 steht sie beim dänischen Verein Team Esbjerg unter Vertrag. Mit Esbjerg gewann sie 2019, 2020 und 2024 die dänische Meisterschaft sowie 2017 und 2021 den dänischen Pokal. Ab dem Sommer 2022 pausierte sie schwangerschaftsbedingt.
Solberg bestritt insgesamt 227 Länderspiele für die norwegische Nationalmannschaft. Die Norwegerin nahm an der Weltmeisterschaft 2013 teil. Ein Jahr später gewann sie die Europameisterschaft. 2015 gewann sie die Weltmeisterschaft. Sie gehörte ebenfalls dem Kader der norwegischen Jugend- und Juniorinnen-Auswahl an. Mit der Junioren-Auswahl gewann sie 2009 die U-19-Europameisterschaft sowie 2010 die U-20-Weltmeisterschaft. Bei der U-20-WM 2010 wurde sie zusätzlich in das All-Star-Team gewählt. Bei den Olympischen Spielen 2016 in Rio de Janeiro gewann sie die Bronzemedaille. 2016 gewann sie zum zweiten Mal den EM-Titel. Ein Jahr später gewann sie die Silbermedaille bei der Weltmeisterschaft in Deutschland. Bei der Europameisterschaft 2020 gewann sie zum insgesamt dritten Mal die Goldmedaille bei einer EM. Im Turnierverlauf erzielte sie sieben Treffer. Mit der norwegischen Auswahl gewann sie die Bronzemedaille bei den Olympischen Spielen in Tokio. Solberg erzielte im Turnierverlauf insgesamt 21 Treffer. 2021 gewann sie zum zweiten Mal die Weltmeisterschaft. Zwei Jahre später errang sie die Silbermedaille bei der Weltmeisterschaft, bei der sie 14 Tore warf. Bei den Olympischen Spielen in Paris gewann sie die Goldmedaille. Im selben Jahr gewann sie einen weiteren Titel bei der Europameisterschaft.